# Parmotrema hypoleucinum
Parmotrema hypoleucinum är en lavart som först beskrevs av J. Steiner, och fick sitt nu gällande namn av Hale. Parmotrema hypoleucinum ingår i släktet Parmotrema och familjen Parmeliaceae.   Inga underarter finns listade i Catalogue of Life.